# Athena van Denemarken
Athena Marguerite Françoise Marie, gravin van Monpezat (Kopenhagen, 24 januari 2012) is een Deense gravin en lid van de Deense koninklijke familie. Ze is het tweede kind uit het huwelijk van prins Joachim en prinses Marie. 
Ze werd geboren in het academisch ziekenhuis van Kopenhagen. Haar voornamen werden pas officieel bekendgemaakt op 20 mei 2012. Op die dag werd ze gedoopt in de kerk van Møgeltønder. Naast haar broer Henrik heeft Athena twee halfbroers uit een eerder huwelijk van haar vader. De gravin is opgenomen in de lijn van troonopvolging.
Op 28 september 2022 ontnam haar grootmoeder, koningin Margrethe II, Athena per 1 januari 2023 de titel van prinses, die ze bij haar geboorte had meegekregen. Ook haar broer en halfbroers verloren per die datum die titel. Alle vier verloren per die dag ook hun lidmaatschap van het Deense Koninklijk Huis. Zij dragen nog slechts de titel graaf/gravin van Monpezat naar hun grootvader, de overleden echtgenoot van Margrethe II.